# Frank Wormuth
Frank Wormuth (* 13. September 1960 in West-Berlin) ist ein ehemaliger deutscher Fußballspieler und heutiger ‑trainer. Von 2008 bis 2018 war er Leiter der Fußballlehrerausbildung an der Hennes-Weisweiler-Akademie des Deutschen Fußball-Bundes (DFB).

## Als Spieler
Der in Berlin geborene Wormuth verbrachte seine Kindheit und Jugend in Mittelbaden und war als Spieler zunächst beim Offenburger FV aktiv, bevor er 1982 in das Profilager in die 2. Bundesliga zum SC Freiburg wechselte. In seiner Debütsaison spielte er gemeinsam mit Joachim Löw für den SC und brachte es auf 24 Einsätze und ein Tor. Nach nur einem Jahr ging er zurück in seine Geburtsstadt zu Hertha BSC, die in der gleichen Spielklasse spielte. 
Nach weiteren drei Jahren und 70 Spielen in der 2. Liga für die Hertha beendete der Abwehrspieler seine Karriere im Profi-Fußball und spielte als Amateur noch einige Zeit für den Freiburger FC und den FC Denzlingen.

## Als Spielertrainer
Als Bindeglied zwischen seiner Karriere als Spieler und der als Trainer, als sogenannter Spielertrainer, war er von 1993 bis 1998 tätig, beim FV Nimburg und beim FC Teningen. Danach beendete Frank Wormuth seine aktive Spielerkarriere.

## Als Trainer
Seine ersten professionellen Erfahrungen als Trainer sammelte Wormuth in der Saison 1998/99 als Co-Trainer seines ehemaligen Mitspielers Joachim Löw bei Fenerbahçe Istanbul. Zum 1. Juli 1999 übernahm er das Amt des Cheftrainers beim in der Regionalliga Süd spielenden SC Pfullendorf. Dort arbeitete er bis zum März 2001. Danach war er kurze Zeit Trainer des FV Ravensburg. 
Zum Saisonstart 2002/03 unterschrieb Wormuth als Trainer beim Zweitligisten SSV Reutlingen 05. Kurz vor Saisonende wurde er jedoch wegen Erfolglosigkeit im Abstiegskampf für die letzten Partien durch Uwe Erkenbrecher ersetzt. Nach dieser Entlassung pausierte er die komplette nächste Saison, bevor er für die Spielzeit 2004/05 vom 1. FC Union Berlin als Trainer für die Regionalliga Nord verpflichtet wurde. Ende September 2004 wurde er dort jedoch bereits wieder entlassen. Vom 1. Juli 2005 bis zum 9. Dezember 2006 war er Cheftrainer des VfR Aalen. Seine Nachfolge trat der ehemalige Bundesliga-Spieler Edgar Schmitt am 15. Januar 2007 an. 
Am 1. Januar 2008 löste Wormuth Erich Rutemöller als Leiter der Fußballlehrerausbildung an der Hennes-Weisweiler-Akademie des DFB ab. Ab 2010 war er auch Trainer der deutschen U-20-Nationalmannschaft. 2016 wurde Guido Streichsbier sein Nachfolger als U-20-Trainer, während Wormuth sich bis zum Ende der Saison 2017/18 nur noch auf die Trainerausbildung konzentriert. Von der Spielzeit 2018/19 bis kurz vor Saisonende 2021/22 war er Cheftrainer beim niederländischen Ehrendivisionär Heracles Almelo. Schon im Januar des Jahres übernahm er zur Saison 2022/23 den Ehrendivisionär FC Groningen. Er erhielt einen Vertrag über drei Jahre bis zum Sommer 2025. Dort wurde Wormuth am 14. November 2022 einen Tag nach einem 2:3 gegen Fortuna Sittard entlassen.